# Rui Faleiro
Rui Faleiro (Covilhã, fins do século XV - Sevilha, 1523) foi um cosmógrafo português do século XVI, que foi um dos mais ilustres sábios do seu tempo. Profundo conhecedor de astronomia, cartografia e astrologia, foi o principal organizador da viagem de descobrimento da Especiería de Fernão de Magalhães em Sevilha.

## Biografia
À época era essencial o conhecimento da longitude em alto-mar, que completava os métodos já em uso para determinar a latitude, o que permitia maior precisão na localização das naus nos oceanos. Rui Faleiro, que serviu os reis D. João II e D. Manuel I, foi ele o primeiro que encontrou o método para determinar com exactidão a latitude e a longitude no mar e o grande artífice da avaliação da longitude a partir do lugar de observador, constituindo-se no primeiro a definir esse método, mais rigoroso.
Afirma-se que Magalhães esteve a meditar no projeto inicial de Cristóvão Colombo: "se o planeta é uma esfera, pode-se alcançar o Oriente, por Ocidente." Embora se desconheça qual foi o autor do projecto, sabe-se que tanto Rui Faleiro como o irmão deste, Francisco Faleiro, abandonaram o Reino de Portugal e acompanharam Fernão de Magalhães na sua ida para Castela, colocando-se ao serviço do soberano espanhol, pois, quando passou a Espanha, conseguiu que eles o acompanhassem, o que demonstra em que medida os avanços marítimos espanhóis se basearam no conhecimento e técnicas portugueses, e à sua sabedoria e autoridade ficou devendo uma grande parte do acolhimento que lhe fizeram o Rei Católico D. Carlos I.
Sócio e mestre de Fernão de Magalhães, Faleiro respondeu pela armação (logística) pela parte técnica (cartografia e navegação) da expedição que se propunha a atingir as Ilhas das Molucas, centro das cobiçadas especiarias para o soberano espanhol.
Os dois irmãos cosmógrafos, Francisco e Rui Faleiro, refizeram cálculos de Colombo, e deram-lhe razão. Rui chegou mesmo a garantir a Magalhães que, ao sul das terras de Vera Cruz (Brasil), a cerca de 40 graus de latitude, havia uma passagem do "Mar Oceano" (Oceano Atlântico) para o "Mar do Sul" (Oceano Pacífico) e que as "Malucas" (Molucas) estavam dentro da metade do mundo que, pelo Tratado de Tordesilhas, cabia à Coroa de Castela.
Existem ainda duas versões para justificar a desistência de Rui Faleiro em acompanhar Magalhães:
- a primeira afirma que, nas vésperas da partida, Faleiro determinou o seu próprio horóscopo e os astros vaticinaram-lhe morte violenta, caso embarcasse;
- a segunda diz que ele, porém, enlouqueceu quando Fernão de Magalhães se preparava para embarcar, e que, por isso, não o pôde acompanhar e não embarcou.[1]